# Kalev Ermits
Kalev Ermits, né le 19 septembre 1992 à Tartu, est un biathlète estonien.

## Biographie
Membre du club d'Elva, il fait ses débuts internationaux en 2011 à l'occasion des Championnats du monde junior. 
Il connait sa première sélection en Coupe du monde en 2013 à Oberhof.
Aux Jeux olympiques d'hiver de 2014, il est 69e de l'individuel et 17e du relais.
C'est lors de la saison 2014-2015 qu'il marque ses premiers points avec une 20e place au sprint d'Holmenkollen. La saison suivante, il termine onzième de la poursuite de Presque Isle, établissant son meilleur résultat dans l'élite.
Aux Jeux olympiques d'hiver de 2018, il est 36e du sprint, 41e de la poursuite, 69e de l'individuel et 13e du relais.
Il a aussi participé à quelques courses officielles de ski de fond.
il se retire à l'issue de la saison 2021-2022, après avoir participé une troisième fois aux Jeux olympiques d'hiver.

## Palmarès

### Jeux olympiques
| Épreuve / Édition                | Individuel | Sprint | Poursuite | Départ en ligne | Relais | Relais mixte |
| Jeux olympiques 2014 Sotchi      | 69e        | —      | —         | —               | 17e    | —            |
| Jeux olympiques 2018 Pyeongchang | 32e        | 36e    | 41e       | —               | 13e    | —            |
| Jeux olympiques 2022 Pékin       | 78e        | 88e    | —         | —               | 15e    | —            |

Légende :
- — : Non disputée par Kalev Ermits

### Championnats du monde
| Édition / Épreuve       | Individuel | Sprint | Poursuite | Mass start | Relais | Relais mixte | Relais mixte simple              |
| ----------------------- | ---------- | ------ | --------- | ---------- | ------ | ------------ | -------------------------------- |
| Kontiolahti 2015        | 40e        | 64e    | —         | —          | 15e    | 19e          | Épreuve inexistante à cette date |
| Oslo 2016               | —          | 63e    | —         | —          | 14e    | 21e          | Épreuve inexistante à cette date |
| Hochfilzen 2017         | —          | 78e    | —         | —          | 21e    | —            | Épreuve inexistante à cette date |
| Östersund 2019          | 38e        | 67e    | —         | —          | 14e    | 14e          | —                                |
| Antholz-Anterselva 2020 | 86e        | 80e    | —         | —          | 21e    | 15e          | —                                |
| Pokljuka 2021           | 93e        | 91e    | —         | —          | 21e    | 19e          | —                                |

Légende :
- — : Non disputée par Ermits

### Coupe du monde
- Meilleur classement général : 60e en 2019.
- Meilleur résultat individuel : 11e.

#### Classements en Coupe du monde
| Saison    | Classement général final | Individuel | Sprint | Poursuite | Mass start |
| 2012-2013 | nc                       |            | nc     |           |            |
| 2013-2014 | nc                       | nc         | nc     | nc        |            |
| 2014-2015 | 63e                      | 68e        | 60e    | nc        |            |
| 2015-2016 | 71e                      | nc         | 67e    | 53e       |            |
| 2016-2017 | nc                       |            | nc     | nc        |            |
| 2017-2018 | 62e                      | nc         | 61e    | 60e       |            |
| 2018-2019 | 60e                      | 67e        | 55e    | 61e       |            |
| 2019-2020 | 88e                      | nc         | 77e    | nc        |            |
| 2020-2021 | 99e                      | 65e        | nc     | nc        |            |
| 2021-2022 | 81e                      | nc         | 66e    | nc        |            |